# Trận Soissons (1918)
Trận Soissons là một trận chiến giữa Đế chế Đức và liên quân Pháp - Hoa Kỳ trên Mặt trận phía Tây trong cuộc Chiến tranh thế giới lần thứ nhất (1914 - 1918). Đây là cuộc phản công mạnh mẽ của quân Đồng Minh ở phía Tây Nam sông Marne, là một phần của cuộc Tổng tấn công Aisne - Marne do Tổng tư lệnh các lực lượng Đồng Minh - Đại Thống chế Ferdinand Foch tổ chức. Trận đánh mở đầu với sự công kích bất ngờ của liên quân Pháp - Hoa Kỳ do tướng Charles Mangin, gây rối loạn cho quân ngũ Đức. Vào ngày 22 tháng 7 năm 1918, quân Đức phải rút lui. Quân Đồng Minh thắng trận và mang lại thương vong to lớn cho quân Đức, mặc dù người Đức cũng đã chiến đấu chống trả anh dũng. Quân đội Hoa Kỳ cũng phải chịu tổn thất nặng nề trong trận chiến này.
Với chiến thắng này, quân Đồng Minh giành lấy được quyền chủ động - cái mà quân Đức đã nắm giữ với những chiến thắng oanh liệt của họ đầu cuộc Tổng tấn công Mùa Xuân 1918. Đây là chiến thắng lớn đầu tiên của quân Đồng Minh nói chung và quân Pháp nói riêng trong năm 1918 - Foch đã đạt được mục tiêu của ông.

## Bối cảnh lịch sử
Vào Mùa Xuân năm 1918, Thống chế Đức là Paul von Hindenburg và Tướng Erich von Ludendorff mở ra cuộc Tổng tấn công Mùa Xuân 1918, nhằm chiến thắng cuộc chiến trước khi Quân đội Hoa Kỳ đổ bộ lên nước Pháp. Kể từ "Chiến dịch Michael" vào tháng 3 năm 1918, một triệu binh sĩ Đức thương vong, các lực lượng Xung Kích đặc biệt chịu tổn thất nặng nề. Sau suốt bốn năm chiến đấu kể từ năm 1914, tổn thất to lớn này khó có thể được bù đắp. Trong khi đó, quân Anh và Pháp đều mạnh lên nhờ có hàng trăm nghìn quân Hoa Kỳ kéo đến. Trong suốt tháng 5 và tháng 6 năm 1918, quân Hoa Kỳ đại thắng quân Đức trong các trận Cantigny và Belleau Wood. Sau cuộc phản công quân Đức vào ngày 11 tháng 6 năm 1918, tướng Charles Mangin nhậm chức chỉ huy Tập đoàn quân thứ 10 của Pháp vào ngày 16 tháng 6 năm 1918. Vào ngày 28 tháng 6 năm 1918, Tập đoàn quân số 10 Pháp tiến công về Soissons, tiến bước được nhiều cây số và bắt sống được hàng nghìn tù binh Đức. Điều này thể hiện sự tổ chức yếu kém của quân Đức gần Soissons, tuy nhiên người Đức vẫn không chờn bước. Vào ngày 5 tháng 7 năm 1918, Mangin có đề xuất mang tính tham vọng to lớn. Ông ta cho rằng một cuộc tấn công quy lớn vào Soissons là cơ hội tuyệt vời và cứ thế quân Đồng Minh sẽ dễ dàng đánh lui cái đầu nhô sông Marne của Quân đội Đức. Thống chế Pháp là Philippe Pétain hoàn toàn tán thành:
| “                 | Không hề lạ lẫm gì với việc chiến dịch này không chỉ thể hiện thời cơ duy nhất để thắng lợi nhưng cũng là một cơ hội cho sự khai thác có lợi; thêm nữa, nó là cú đỡ hiệu quả nhất chống lại cuộc tổng tấn công sắp tới của quân Đức. | ” |
| — Philippe Pétain | |   |

Vào ngày 7 tháng 7, nhận được nhiều nguồn tin (trong số đó có các tù binh Đức), Pétain nắm rõ rằng Ludendorff sẽ tổ chức một cuộc tấn công quy mô lớn trên Mặt trận sông Marne. Đầu tháng 7 Pétain thường hội kiến với Đại Thống chế Pháp Ferdinand Foch - vị Tổng tư lệnh của các lực lượng Đồng Minh. Foch rất quan tâm đến những chuẩn bị của Pétain cho trận chiến tại Soissons và tán thành với ông ta. Đồng thời, nhận được lệnh của Pétain thì tướng Mangin cũng tổ chức phòng thủ tại Soissons, ở cái vai phía Tây của cái đầu nhô sông Marne.

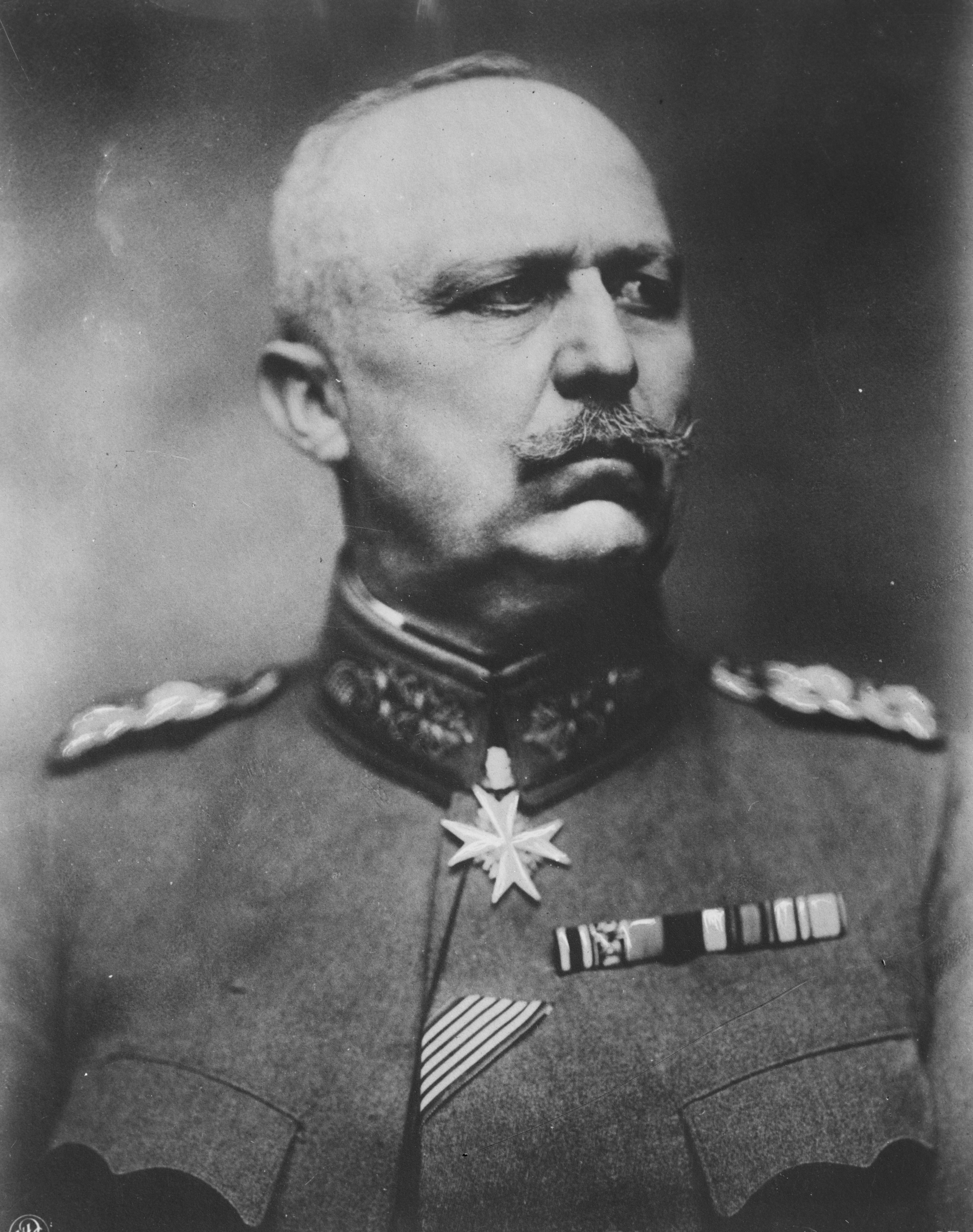
Tướng Đức Erich Ludendorff

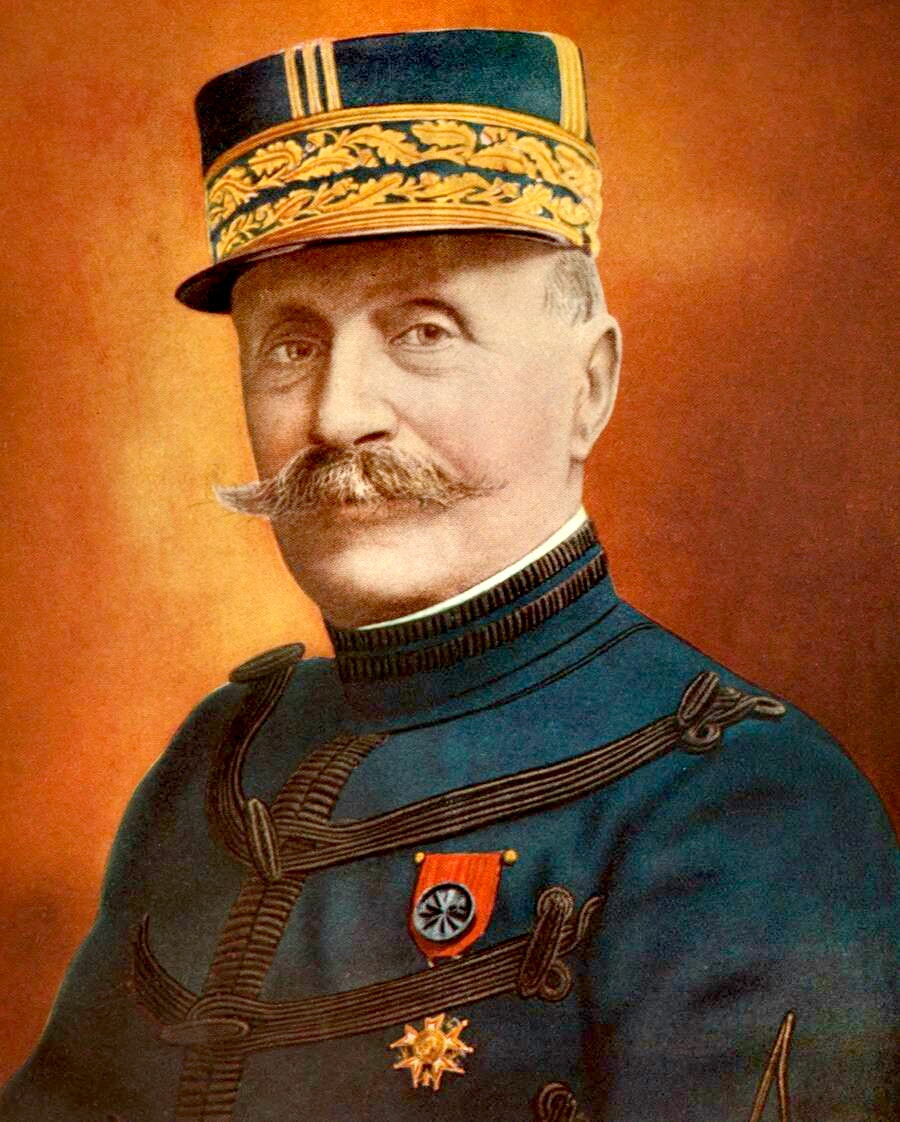
Đại Thống chế Pháp Ferdinand Foch

Như vậy là Bộ Tư lệnh quân Đồng Minh quyết định tiêu diệt cái đầu nhô ra của quân Đức đã đe dọa đến thủ đô Paris của Pháp. Trước kia vào năm 1914, quân Đức đã tiến đánh nhưng bị đẩy lui khỏi sông Marne, lần này các quốc gia Đồng Minh là Anh Quốc, Pháp, Hoa Kỳ và Ý quyết định đồng tâm hợp lực để đánh đuổi quân Đức một lần nữa. Tướng Ludendorff chủ động tấn công vào ngày 15 tháng 7 năm 1918 gần Reims trong "chiến dịch Friedensturm", mở ra trận sông Marne lần thứ hai. Tuy nhiên, chiến dịch này vô hiệu quả và Hoàng thái tử nước Đức là Friedrich Wilhelm Victor August Erns phải kêu gọi ngừng tấn công vào ngày 17 tháng 7. Chiến dịch này chủ trương đẩy quân Anh và quân Pháp hướng về phía Tây Bắc, nơi đây quân Đức sẽ tiến hành một chiến dịch khác gọi là "Hagen". Tuy nhiên, những sự kiện ở cái đầu nhô sông Marne đã khiến cho quân Đức đã hủy bỏ ý định của mình: Cuộc tiến công ban đầu của Ludendorff thất bại, Foch đã chớp lấy thời cơ và quyết tâm phát động Tổng tấn công quân Đức. Foch hy vọng rằng cuộc Tổng tiến công này sẽ đoạt lấy thế chủ động của quân Đức; và khi Ludendorff tổ chức tấn công, thì Foch đã có đến 20 quân Dự Bị nhằm mục tiêu vào cái đầu nhô của quân Đức.

## Diễn biến và ý nghĩa
Tại sông Aisne vào ngày 17 tháng 7 năm 1918, Sư đoàn số 1 và số 2 của Hoa Kỳ kéo về Soissons tại phía Tây Bắc để hợp lực với Tập đoàn quân số 10 của Pháp của Mangin. Trong lúc này thì mọi cuộc tấn công của Ludendorff đều đã thất bại và quân Đức không còn sức tấn công nữa.
Vào ngày 18 tháng 7 năm 1918, lúc 4 giờ 35 phút sáng, 5 vạn binh sĩ Hoa Kỳ thuộc Sư đoàn số 1 và Sư đoàn số 2 tham chiến trong cuộc công kích của Tập đoàn quân số 6 và Tập đoàn quân số 10 của Mangin tại Soissons. Đây là một trong những trận đánh đầu tiên của cuộc Tổng tấn công Aisne - Marne do quân Đồng Minh phát động. Đồng thời, một Sư đoàn Maroc cũng tham chiến trong trận đánh này. Ba Sư đoàn Hoa Kỳ khác cũng hỗ trợ cho cuộc công kích ấy, trong khi một Sư đoàn nữa được dự bị. Tổng cộng quân Pháp có đến 20 Sư đoàn và 350 chiếc xe tăng, trong đó lực lượng dẫn đầu của tấn công là Binh đoàn thứ XX trong số đó có hai Sư đoàn số 1 và 2 của Hoa Kỳ. Trong khi đó, các Sư đoàn "chiến hào" của Đức đều yếu ớt, bị huỷ hoại bởi dịch bệnh cúm đồng thời thiếu cảnh giác. Quân Đức có khoảng 8 Sư đoàn trong trận chiến này.

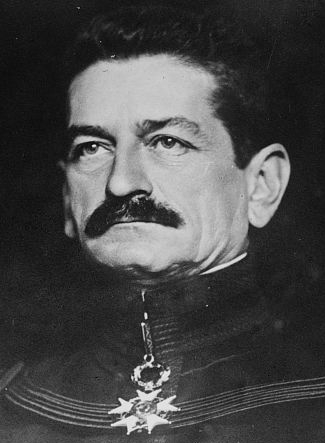
Tướng Pháp Charles Mangin

Liên quân Pháp - Hoa Kỳ quyết tâm cản sức tiến công của quân Đức và cướp lấy được ray xe lửa nối liền với Soissons. Dù trong ngày 11 hoặc là 12 tháng 7 năm 1918, một binh sĩ Đồng Minh đào ngũ đã báo cho người Đức biết về khả năng của một cuộc Tổng tấn công của quân Đồng Minh, quân Đức hoàn toàn bị bất ngờ trong cái ngày 18 tháng 7 này. Tuy nhiên, trong buổi chiều ngày hôm ấy họ đã tổ chức chống trả quyết liệt Nhưng rồi, theo nhà sử học Michael S. Neiberg, trong ngày đầu tiên của cuộc tấn công này, quân Pháp tiến đến Soissons và những 1 vạn chiến sĩ Đức rơi vào tay quân thù. Nhà sử học Robert A. Doughty thì ghi nhận rằng đây là một chiến thắng lừng lẫy của quân Pháp: Tập đoàn quân số 10 bắt sống được chừng 1 vạn binh sĩ Đức và 200 khẩu đại bác, trong khi Tập đoàn quân số 6 thì bắt sống được 2 nghìn quân Đức và 50 khẩu đại bác. Sư đoàn số 2 của Hoa Kỳ giành được chiến thắng to lớn nhất trong ngày hôm ấy: họ tiến quân đến 8 cây số lận. Sư đoàn số 1 của Hoa Kỳ cũng lập chiến công bắn phá con đường tại Buzancy kéo dài từ Château-Thierry cho tới Soissons, và do đó đe họa hoàn toàn đến cả thảy quân Đức ở cái đầu nhô sông Marne. Tướng Ludendorff phải rút khỏi vùng Flanders, từ bỏ Chiến dịch Hagen để mà trở vệ tập trung binh lực cho người Đức trong trận chiến tại Soissons. Quân Đồng Minh cho rằng đây là "cái ngày vĩ đại nhất" kể từ trận sông Marne lần thứ nhất hồi năm 1914. Theo một Sĩ quan cộng tác Hoa Kỳ, cá Sĩ quan Tham mưu quân Pháp ăn mừng chiến thắng bằng việc giả làm Tướng Ludendorff và Thái tử Wilhelm nhận định về cuộc tấn công này. Người Sĩ quan Hoa Kỳ ấy còn kể rằng: "Và giữa những trận cười họ sẽ còn đọc một thông điệp mới nhất, đặt nó lên cái bản đồ, bắt tay tôi và thốt lên những bài tán dương người Mỹ. Những từ ngữ như superbe, magnifique, épatant nhiều lần được sử dụng để nói về Sư đoàn số 1 và Sư đoàn số 2 của Hoa Kỳ". Không ít người Pháp hiểu rằng "nếu không có người Mỹ thì điều này sẽ khó thể xảy ra". Trong tối hôm ấy, các Sĩ quan Tham mưu này dùng bữa với rượu sam-panh, và ca ngợi các chiến sĩ Hoa Kỳ. Trong khi đó, những Tập đoàn quân Pháp khác thì lập nên ít công trạng hơn hẳn.

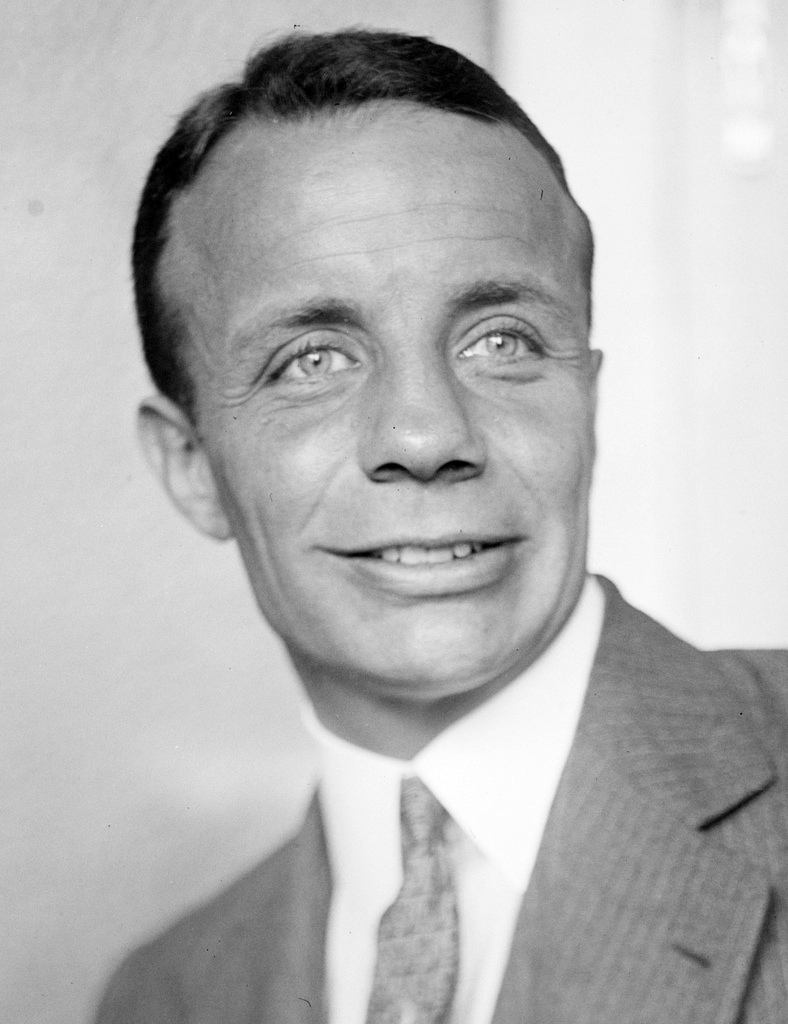
Thiếu tá Theodore Roosevelt, Jr., con trai trưởng của nguyên Tổng thống Hoa Kỳ Theodore Roosevelt.

Vào những ngày đánh trận, hai Sư đoàn số 1 và số 2 của Hoa Kỳ cùng với Sư đoàn Morocco khi xung phong đánh trận, đã bị quân Đức kháng cự mãnh liệt, nên hứng chịu tổn thất bi đất trước làn đạn và hơi độc của quân Đức. Cụ thể là vào ngày 19 tháng 7 năm 1918, Sư đoàn số 2 của Hoa Kỳ phải xin được rút lui khỏi mặt trận gần Soissons - nơi có đã có ý đồ lập lại tuyến đằng sau con đường nối tiếp Soissons đến Château - Thierry. Quân Pháp thay thế họ. Sư đoàn số 1 của Hoa Kỳ cũng khôn hoàn thành được mục đích của mình, nhưng họ anh dũng tiến công, với thương vong đến 3 nghìn binh sĩ, trong số đó Thiếu tá Theodore Roosevelt Jr. bị thương. Sang ngày 20 tháng 7, Sư đoàn số 1 của Hoa Kỳ tiến về Bersy-le-Sec gần con đường Soissons-Château-Thierry, nhưng các binh sĩ Pháp bên sườn họ thì thất bại. Cũng trong ngày hôm ấy, tình hình ở sông Marne cũng có thuận lợi cho Đồng Minh: liên quân Anh - Hoa Kỳ tăng thêm Sư đoàn, buộc Thái tử nước Đức phải tổ chức chống trả. Đến ngày 21 tháng 7, Sư đoàn số 1 của Hoa Kỳ chiếm lĩnh được Bersy-le-Sec và tiến thêm ba dặm nữa. Trong suốt bốn ngày ác chiến, có đến 32 vạn quân Hoa Kỳ tham chiến, đầu nhô ra của quân Đức bị đẩy lùi. 67 nghìn binh lính Hoa Kỳ hy sinh trên trận tiền. Như vậy là quân Đồng Minh đã thắng trận đánh mà người Hoa Kỳ gọi là trận Soissons. Khi thắng trận, quân Hoa Kỳ đã kiệt quệ và họ chờ thêm viện binh Pháp để tiếp tục chiến đấu trong cuộc Tổng tấn công Aisne - Marne, cũng như trận sông Marne lần thứ nhất. Sau này, Thiếu tướng Hoa Kỳ là John A. Lejeune - Sĩ quan chỉ huy Thủy quân lục chiến Hoa Kỳ, có kể "nhiều tử sĩ không thể nhận ra được" trong trận Soissons.
Với chiến bại này thì Chiến dịch Hagen đã bị vô hiệu hóa và nước Đức không bao giờ nắm được quyền chủ động nữa. Là chiến thắng lớn đầu tiên của quân Đồng Minh (cụ thể là quân Pháp), trận Soissons đã mang lại thành công cho ý đồ của Đại Thống chế Foch là tiêu diệt cái đầu nhô sông Marne của quân Đức. Theo Hồi ký của Tướng Hoa Kỳ Charles Pelot Summerall (1867 - 1955), quân Đồng Minh đã giành được thế chủ động trong suốt cuộc Đại chiến - đó là công lao của Sư đoàn số 1 và Sư đoàn số 2 của Hoa Kỳ: họ đã quả cảm xông pha giữa trận tiền, bất chấp cuộc chiến đấu chống trả mãnh liệt của người Đức và tổn thất nặng nề. Cho đến ngày 3 tháng 8 năm 1918, khi trận sông Marne lần thứ hai chấm dứt, quân Đồng Minh đã bắt sống được 3 nghìn tù binh, 600 súng đại bác hạng nặng và 3 nghìn khẩu súng máy. Với chiến thắng của quân Đồng Minh, cái đầu nhô của quân Đức ở sông Marne đã không còn nữa: ngay từ ngày 18 tháng 7 năm 1918, Hoàng thái tử Wilhelm đã phải cho rút Sư đoàn số 7 của Böhn khỏi cái đầu nhô sông Marne. Quân Đồng Minh giờ đây làm chủ được đến 28 dặm lãnh thổ nước Pháp và tuyến đường xe lửa từ Soissons đến Paris đã hoạt động trở lại, nhờ đó quân Đồng Minh dễ dàng tấn công về hướng Đông.
Vào ngày 6 tháng 8 năm 1918, trận sông Marne và một phần của nó, Cuộc tổng tấn công Aisne - Marne, chấm dứt với chiến thắng lẫy lừng của quân Đồng Minh.